# Real Love
A Real Love egy dal, amelyet az angol zenész, John Lennon írt, aki korábban a The Beatles tagja volt. A dalhoz hat demófelvételt vett fel 1979-ben és 1980-ban a Real Life című másik dallal együtt, amely
egybeolvadt a Real Love-val. 1988-ban jelent meg posztumusz a 6. felvétel az Imagine: John Lennon című dokumentumfilmhez. 1995-ben demóját korábbi Beatles tagok (Paul McCartney, George Harrison és Ringo Starr) fejezték be a The Beatles Anthology projekt részeként, a Free as a Bird mellett.
A dalt The Beatles kislemezként adták ki 1996-ban az Egyesült Királyságban, az Amerikai Egyesült Államokban és sok más országban. A 4., illetve a 11. helyet érte el a brit és az amerikai kislemezlistákon, és gyorsabban szerzett aranylemezt, mint az együttes korábbi kislemezei. A dal nem szerepelt a BBC Radio 1 lejátszási listáján, ami kritikát váltott ki a rajongókból és a brit parlamenti képviselőkből. A szám az Anthology 2 válogatásalbum nyitódala volt. Ez a The Beatles utolsó kislemeze, amely a legjobb 40 sláger közé került az amerikai, valamint a legjobb 10 sláger közé a brit listákon és a The Beatles név alatt új hanganyagok tartalmazó lemezek között is ezidáig az utolsóként jelent meg.

## Korai eredete
A The Beatles életrajzírója, John T. Marck szerint a Real Love egy befejezetlen musical részeként keletkezett, amelyen Lennon akkoriban dolgozott The Ballad of John and Yoko munkacímmel. A dalt először 1977-ben vette fel egy kézi magnóval, otthoni zongoráján játszva. Végül a mű a Real Life címet kapta, amelyet Lennon legalább hatszor vett fel 1979-ben és 1980-ban, majd félretette. A dalt végül egy másik Lennon-demó, a Baby Make Love to You elemeivel vegyítette. 1978 júniusában Lennon és felesége, Yoko Ono azt nyilatkozta a sajtónak, hogy a The Ballad of John and Yoko musical munkálatain dolgoznak, amelyet az előző évben előkészítettek. Eddig a pontig a Real Love és az Every Man Has a Woman Who Loves Him című dalok szerepeltek a darab repertoárjában.
A későbbi verziókban Lennon megváltoztatta a dal egyes sorait; például a "no need to be alone / it's real love / yes, it's real love" sorból a "why must it be alone / it's real / well it's real life" lett. Egyes felvételek során Lennon egy akusztikus gitáron játszik, míg a későbbi Beatles-kislemezhez felhasznált felvételeken zongorázik, kezdetleges kétsávos hangfelvételen énekel és tamburinon játszik. Az 1996-ban kiadott változat tükrözte leginkább a dal korai demófelvételeinek szövegi felépítését.
Úgy tűnik, Lennon fontolóra vette a Real Love felvételét az ő és Ono közös 1980-ban kiadott Double Fantasy albumára. Az album számlistájának kézzel írt vázlatában a második oldal lehetséges nyitószámként helyezik el. A szerzemény nagyrészt feledésbe merült egészen 1988-ig, amikor a dal 6. felvétele megjelent az Imagine: John Lennon filmzene albumon. A dal ezen változata a 2004-es Acoustic válogatásalbumon is megjelent. A demófelvétel, amelyen Lennon csak zongorán játszott 1998-ban jelentették meg a John Lennon Anthology kiadványon, majd később a Working Class Hero: The Definitive Lennon kiadványon.

## Posztumusz rögzítése a The Beatles többi tagjával
Az Anthology projekt előtt az egykori Beatles-tagok csak 1973-ban, a Starr című Ringo Starr album idején voltak a legközelebb ahhoz, hogy újraegyesüljenek egy lemez erejéig (amikor még mind a négy tag még életben volt). Lennon és Harrison Starr-ral együttműködtek az I'm the Greatest című dal felvételei során. Lennon néhány régi dalának újraírásának ötletét az 1990-es években merült fel Neil Aspinall, az együttes korábbi menedzsere és Harrison részéről, aki először kértek néhány demófelvételt Ono-tól. 1994 januárjában McCartney New Yorkba ment Lennon Rock and Roll Hall of Fame-be történő beiktatása érdekében. Ottléte alatt legalább négy dalt kapott Lennon özvegyétől. Aspinall szerint „két kazetta” volt, amely „öt vagy hat szám lehetett”. Ono így nyilatkozott az alkalomról: "Akkor már minden nézeteltérés el volt rendezve, csak arra használtam fel az alkalmat, hogy személyesen átadjam a kazettákat Paulnak. Nem én oszlattam fel a Beatles-t, de akkor ott voltam, tudod? Most már olyan helyzetben vagyok, hogy újra összehozhatom őket, és nem szeretném ezt megakadályozni."
Egy interjúban McCartney megjegyezte:
"Yoko azt mondta: "Van néhány számom, lejátszom neked, lehet, hogy érdekel". Soha nem hallottam még őket, de elmagyarázta, hogy a Lennon-rajongók elég jól ismerik őket, mint kalózfelvételeket. Azt mondtam Yokónak: "Ne szabj nekünk túl sok feltételt, nagyon nehéz ezt megtenni lelkileg. Nem tudjuk, lehet, hogy két óra stúdiózás után utáljuk egymást, és csak úgy kisétálunk. Ne szabj semmilyen feltételt, elég kemény. Ha nem megy, megvétózhatod." Amikor elmondtam George-nak és Ringónak, hogy beleegyeztem ebbe, azt mondták: "Mi van? Mi van, ha szeretjük?" Ez szerencsére nem jött be."
McCartney, Harrison és Starr ezután a négy dalra (Free as a Bird, Real Love, Grow Old with Me és Now and Then) összpontosította a figyelmét. Ezek közül a Free as a Bird munkálatai szerették a legjobban, és keményen dolgoztak rajta. Végül a dal 1970 óta az első új Beatles kislemezként jelent meg. A túlélő tagok ezután a Real Love-ra fordították figyelmüket, aminek – ahogy később Jeff Lynne társproducer megjegyezte – legalább „teljes sorai voltak”.

## Munka a stúdióban
Mivel George Martin nem vett részt az új dalok felvételeinek munkálatai során, így a Beatles bevonta az Electric Light Orchestra egykori tagját, Jeff Lynne-t kérték fel producernek. Ő korábban sokat dolgozott Harrison-nal, a Traveling Wilburys tagjaként ismerték egymást, és már részt vett a Free as a Bird munkálatain is. Az első probléma, amellyel a csapatnak szembe kellett néznie, a demó felvétel silány minősége volt, ami a kézi magnóval való rögzítésnek köszönhető. Lynne így emlékezett vissza:
"Kipróbáltunk egy új zajcsökkentő rendszert, és tényleg működött. A Real Love esetén az volt a bajom, hogy nem csak a hálózati zümmögés zajlott, hanem rettenetes mennyiségű sziszegés is, mert alacsony szinten rögzítették. Nem tudom, hány generációs volt ez a példány, de legalább egy pár generációsnak hangzott. Így hát meg kellett szabadulnom a sziszegéstől és a hálózati zümmögéstől, aztán végig kattanások hallatszottak... Egy napot töltöttünk vele, aztán visszahallgattuk, és még mindig rengeteg hibát találtunk... nem volt hatással John hangjára, mert csak az őt körülvevő levegővel foglalkoztunk. Körülbelül egy hétig tartott a tisztítás, mielőtt még használható lett volna, és átvihető lett volna egy DAT-kazettára. Könnyebb volt friss zenét hozni rá!"
Bár a Real Love teljesebb volt, mint a Free as a Bird, amelyhez McCartney szövegeit is hozzá kellett adniuk, a dal Lennon időzítésével is problémákat szenvedett. Lynne felidézte, hogy "sok munkába került, hogy időben megkapjam, hogy a többiek is játszhassanak vele." Lynne hangsúlyozta, hogy a megmaradt három egykori tag nagyon szerette volna elérni, hogy a dal „Beatles-i” hangzású legyen: „Egy időtlen lemez létrehozására törekedtünk, ezért elkerültük a legmodernebb felszerelés használatát. Nem akartuk divatossá vélni."
A Free as a Bird-höz hasonlóan az együttes ezen is McCartney sussex-i stúdiójában dolgozott azzal a szándékkal, hogy újabb kislemezt készítsenek. A demóhoz hozzáadták egy nagybőgő (amely eredetileg Elvis Presley basszusgitárosának, Bill Black-nek a tulajdonában volt), Fender Jazz basszusgitár, néhány Fender Stratocaster gitár (,amelyek közül az egyik Harrison pszichedelikusan festett "Rocky" Strat-ja volt, amely látható az I Am the Walrus videoklipjében), valamint egy Ludwig dob hangzását. A szokásos hangszereiken kívül egy Baldwin Combo csembalót (amelyen George Martin játszott a Because című számában) és egy harmóniumot (amely az együttes 1965-ös slágerén, a We Can Work It Out-on hallható) is felhasználtak. A felvételek folyamata során úgy döntöttek, hogy felgyorsítják a szalagot, ezáltal a kulcsot d-mollról e♭-mollra emelték.
Hangmérnökként a Beatles Geoff Emerick-et választotta, aki nemcsak sokat dolgozott velük az 1960-as években, hanem gyakran a The Beatles kiadványokon is szerepelt a neve. A segéd hangmérnök Jon Jacobs volt, aki az 1970-es évek vége óta dolgozott közösen McCartney-vel és Emerick-kel. Lynne szerint a stúdióban nagyon laza volt a hozzáállás: "Paul és George énekelte a háttérvokált – és hirtelen megint ők voltak a The Beatles! ... Várnék, hogy felvegyem, és általában azt mondanám,„Rendben, felvétel!”, de túlságosan el voltam foglalva azzal, hogy nevessek és mosolyogjak mindenen, amiről beszéltek." Starr elmondta, hogy a könnyedség kulcsfontosságú volt annak biztosításához, hogy ő, Harrison és McCartney a feladatra tudjanak koncentrálni: "Csak úgy tettünk, mintha John nyaralni ment volna, vagy teázni, és ránk hagyta a kazettát, hogy dolgozzunk rajta. Ez volt az egyetlen módja annak, hogy megbirkózni vele, és túllépjünk az akadályon, mert [ez] tényleg nagyon érzelmes volt."
Starr így nyilatkozott: "Az új dalok felvétele egyáltalán nem volt kigondolt. Nagyon természetesnek tűnt, és nagyon szórakoztató volt, de néha érzelmes is. De ez tényleg a sor vége. Nem tehetünk többet. tedd úgy, mint a Beatles."

## Zenei videó
A kislemez videoklipje a sussex-i stúdióban a három Beatle-ről készült felvételeket tartalmaz, keverve a The Beatlesről karrierjük során készült felvételekkel, köztük egy rövid klipet Ringo Starr dobolásáról Paul McCartney Give My Regards to Broad Street című szólófilmjéből. Az Anthology dokumentumfilmet rendező Geoff Wonfor a három túlélő tagról készült felvételt a stúdióban rögzítette kézi kamerával, hogy nem vegyenek tudomást a kamerafelvételről. Kevin Godley, aki a klip társrendezője, azt mondta, hogy a kamerával a „légy a falon” technikát alkalmazták.
A videóból két különböző változat készült. Az első a The Beatles Anthology televíziós második részének végén került adásba az ABC-n. A második a kettő közül a leggyakorbban megjelenő, és az Anthology DVD-készlet bónuszlemezén található meg. A kettő között a legszembetűnőbb különbség a videók kezdésében rejlik: az első egy epret mutat be – valószínűleg a Strawberry Fields Forever dalra való utalás, bár az is valószínű, hogy Godley Strawberry Studios cégére reflektál -, míg a második nyitóképen egy zongora látható (a dal elején egy zongora akkord hallható).

## Megjelenése
Bár a Real Love kislemezként a brit és amerikai piacon is 1996. március 4-én jelent meg, a dalt először 1995. november 22-én sugározták nyilvánosan, amikor az amerikai ABC bemutatta a A Beatles Antológia második epizódját. A kislemez a brit slágerlistákon 1996. március 16-án a 4. helyen debütált, az első héten 50 000 példányban kelt el belőle. A kislemez teljesítményét később hátráltatta, hogy a BBC Radio 1 betiltotta a számot a lejátszási listáról. A Reuters hírügynökség amely korábban a Radio 1-et "Nagy-Britannia legnagyobb popzenei állomásának" minősítette, arról számolt be, hogy az állomás kijelentette: "Nem ezt akarják a hallgatóink hallani... Mi egy kortárs zenei állomás vagyunk."
A The Beatles szóvivője, Geoff Baker az együttes nevében a következőt válaszolta: "Felháborodás. Döbbenet és meglepetés. Kutatást végeztünk az Antológia megjelenése után, és ebben az szerepel, hogy a vásárlók 41%-a tinédzser volt." Az állomás tevékenysége erős ellentétben állt azzal, ami a Free as a Bird egy évvel korábbi indulásakor történt, amikor a Radio 1 lett az első olyan állomás, amely lejátszotta a dalt a brit éterben. A Real Love betiltása a rajongók körében is heves reakciót és két parlamenti képviselő véleményét is kiváltotta. Harry Greenway konzervatív képviselő cenzúrának nevezte az akciót, és felszólította az állomást, hogy vonja vissza az általa tiltásnak nevezett intézkedést.
McCartney 800 szavas cikket írt a The Daily Mirror brit lapban az állítólagos kitiltással kapcsolatban, amelyben kijelentette: "a The Beatlesnek nincs szüksége új kislemezére, a Real Love-ra, hogy sláger legyen. Nem mintha a karrierünk múlik rajta… Nagyon megnyugtató tudni, hogy bár a Radio 1 óvodás királyai azt gondolhatják, hogy a The Beatles túl öreg ahhoz, hogy játszani merjék, úgy tűnik, sok fiatal brit együttes nem osztja ezt a nézetet. Olvasom, hogy az olyan bandák, mint az Oasis nyíltan a The Beatlesnek tulajdonítják ihletüket, és örülök, hogy ma sok zenében hallhatom a The Beatles hangzásvilágát." A levelet március 9-én jelentették meg, egy nappal azután, hogy a BBC Radio 1 bejelentette a „betiltást”.
Az állomás irányítója, Matthew Bannister cáfolta, hogy a Real Love felvételének elmulasztása tiltás lenne, mondván, ez csupán azt jelenti, hogy a dal nem került fel a heti 60 leggyakrabban szereplő dal lejátszási listájára. A jóakarat arra késztette az állomás producereit, hogy egy Golden Hour műsorblokk keretén belül emlékezzenek az együttes zenéjére, valamint a The Beatles által befolyásolt zenekarok zenéjére. A program a Real Love eljátszásával zárult.
A Real Love 7 hétig volt a brit slágerlistákról, és sohasem került be a 4. helyre. Az amerikai slágerlistákra a kislemez március 30-án került fel, és a 11. helyet érte el. Négy hónap után 500 000 példányt adtak el belőle az amerikai piacon. A The Beatles Anthology 2 címet viselő válogatásalbuma (,amely a dalt is tartalmazta) végül a brit és amerikai albumlisták élére került.
John Lennon szóló változatai számos Lennon-válogatáson, az Imagine: John Lennon című filmben, valamint J. C. Penney 2007-es reklámkampányában is feltűnt. 2015. november 6-án az Apple Records kiadta az 1 album új deluxe kiadványát, különböző kiadásokban és változatokban (1+ néven). Az 1 számainak többségét Giles Martin az eredeti többsávos felvételekből újrakeverte. Martin és Jeff Lynne a Real Love-ot is újrakeverték a DVD- és Blu-ray-kiadásokhoz. A Real Love újrakeverése tovább tisztítja Lennon énekhangját, és visszaállít néhány, eredetileg 1995-ben törölt elemet, például szólógitár frázisokat és dobfeltöltéseket, valamint kiemeli a csembalót és a harmóniumot.

## A dal szövege és hangzása
A dal szövegét az egyik kritikus úgy értelmezte, hogy az azt az üzenetet közvetítse, hogy "a szeretet a válasz a magányra" és "ez a kapcsolat az irrealitás ellenszere".
A dalt 12%-kal felgyorsították a demóhoz képest, nyilvánvalóan azért, hogy "a... gyorsabb tempót befolyásolja", ahogy Alan W. Pollack feltételezte. A dallam szinte teljesen pentaton, elsősorban az E, F♯, G♯, B és C♯ hangokat tartalmazza. A refrén magasabb, mint a többi versszak; míg a sorok egy teljes oktávot fed le, a refrén a csúcson egy kvinttel magasabb.
A hangszeres bevezető négy ütem, a sorok és a refrén pedig nyolc ütemből állnak. A bevezetés párhuzamosan zajlik e-mollban, a dal E-dúr hangnemben emelkedik, bár a felvételen a dal E♭-moll, a főlöket pedig E♭-dúr, mivel az eredeti sebességről fel lett gyorsítva. Több más alkalom is van, amikor Lennon a párhuzamos mollból akkordra lép, pl. a kórusban, ahol a progresszió egy dúr tonika (I) akkordból egy moll szubdomináns (iv) akkordba lép át. A kisebb harmónia felé való elmozdulás az „egyedül” és a „fél” szavakon történik. A dalszöveg és a harmónia ugyanazon a ponton történő kombinációja a Beatles gyakori eszköze, és segít vágyakozó érzést adni a dalnak. Az outro nagyrészt a hétszer ismételt refrén utolsó felét tartalmazza, lassan elhalkul.

## Közreműködött

### 6. felvétel
- John Lennon – ének, akusztikus gitár

### The Beatles változat
Ian MacDonald és Mark Lewisohn szerint, kivéve ahol említve van:
- John Lennon – duplázott ének, zongora (az 1979-es[25] és 1980-as demófelvételekből[26])
- Paul McCartney – vokál, akusztikus gitár, zongora, basszusgitár, nagybőgő, harmónium, csembaló,[27] ütőhangszerek[6]
- George Harrison – vokál, elektromos gitár, slide gitár, akusztikus gitár, ütőhangszerek
- Ringo Starr – vokál, dob, ütőhangszerek
- Jeff Lynne – vokál, gitár

## A kislemez további számai
Az összes dal Lennon–McCartney szerzemény , kivéve ahol meg van jelölve.

### 7 hüvelykesbakelitlemez(R6425)
Real Love (Lennon) – 3:54
Baby's In Black – 3:03
- A felvételek 1965. augusztus 29-én (Lennon bevezető szövege) és augusztus 30-án (a dal eljátszása) a Hollywood Bowl-ban megtartott koncerteken.

### CD(CDR6425)
Real Love (Lennon) – 3:54
Baby's In Black – 3:03
Yellow Submarine – 2:48
- A felvétel 1966. május 26-án, valamint június 1-jén készült a londoni EMI Studios-ban
- Az újrakevert változatban az előzőleg kiadatlan "menetelő" bevezető tartalmazza egy hangosan kevert hangeffektet a szám végéig.

Here, There and Everywhere – 2:23
- A felvétel 1966. június 16-án készült a londoni EMI Studios-ban.
- Ez a változat egy kombinációja a 7. felvételnek (a monó keverése az alap dalnak McCartney énekhangjával) az 1995-ös sztereó újrakeverés vokál énekhangokkal, amelyeket ráhelyeztek és áthangosítottak a 13. felvétel végére.

## Helyezések és eladások

### Helyezések
| Ország                     | Helyezés    |
| -------------------------- | ----------- |
| Ausztrál kislemezlista     | 6           |
| Belga kislemezlista        | 50          |
| Kanada RPM Top 100         | 12, ill. 38 |
| Cseh kislemezlista         | 2           |
| Dán kislemezlista          | 8           |
| Európai kislemezlista      | 5           |
| Finn kislemezlista         | 4           |
| Francia kislemezlista      | 36          |
| Német kislemezlista        | 45          |
| Magyar kislemezlista       | 8           |
| Ír kislemezlista           | 8           |
| Olasz kislemezlista        | 6           |
| Holland kislemezlista      | 20, ill. 21 |
| Skót kislemezlista         | 4           |
| Svéd kislemezlista         | 2           |
| Svájci kislemezlista       | 26          |
| Brit kislemezlista         | 4           |
| Amerikai Billboard Hot 100 | 11          |

### Eladási minősítések
| Régió           | Eladási minősítés | Eladás   |
| --------------- | ----------------- | -------- |
| Amerikai (RIAA) | Arany             | 500 000+ |

## Tom Odell feldolgozása
2014-ben Tom Odell angol énekes-dalszerző kiadta a dal feldolgozást. 2014. november 6-án jelent meg az Egyesült Királyságban digitálisan letölthető formában a Sony-n keresztül. A dalt a John Lewis cég 
2014-es karácsonyi promóciós filmjének zenéjeként választották, majd később felkerült a 2016-ban kiadott Spending All My Christmas With You középlemezre.

### Helyezések
2014. november 9-én (2014. november 15-én végződő héten) a Real Love a 21. helyen debütált az brit kislemezlistán mindössze 3 napos eladásaival, majd a következő héten újabb csúcsot ért el, a 7. helyen volt.

### Az album dalai
| 1. | Real Love | John Lennon | Tom Odell | 2:21 |

### Helyezések
| Ország                | Helyezés |
| --------------------- | -------- |
| Ír kislemezlista      | 16       |
| Holland kislemezlista | 89       |
| Skót kislemezlista    | 9        |
| Brit kislemezlista    | 7        |

### Megjelenés történet
| Régió | Dátum             | Formátum           | Kiadó |
| ----- | ----------------- | ------------------ | ----- |
| Brit  | 2014. november 6. | Digitális letöltés | Sony  |

## Más feldolgozások
- Regina Spektor[52]
- Adam Sandler a 2009-es Ki nevet a végén? filmben és annak filmzene albumán is elénekli a dalt.

## Fordítás
Ez a szócikk részben vagy egészben  a   Real Love (Beatles song) című angol Wikipédia-szócikk fordításán alapul.  Az eredeti cikk szerkesztőit annak laptörténete sorolja fel. Ez a jelzés csupán a megfogalmazás eredetét és a szerzői jogokat jelzi, nem szolgál a cikkben szereplő információk forrásmegjelöléseként.

## Külső hivatkozások
- A Real Love zenei kottája a Sheet Music oldalán
- The Beatles – Real Love a Youtube-on